# Domenico Maria Spinola
Pour les articles homonymes, voir Spinola.
Domenico Maria Spinola, né en 1666 à Bastia et mort en 1743 à Bastia, est un homme politique italien, 151e doge de Gênes du 29 janvier 1732 au 29 janvier 1734. Il fut gouverneur de Corse entre 1740 et 1743.
C'est parce qu'il est né en Corse qu'il était surnommé à Gênes Il Corsetto,.
Il est enterré dans l'église saint-Charles, à Bastia.

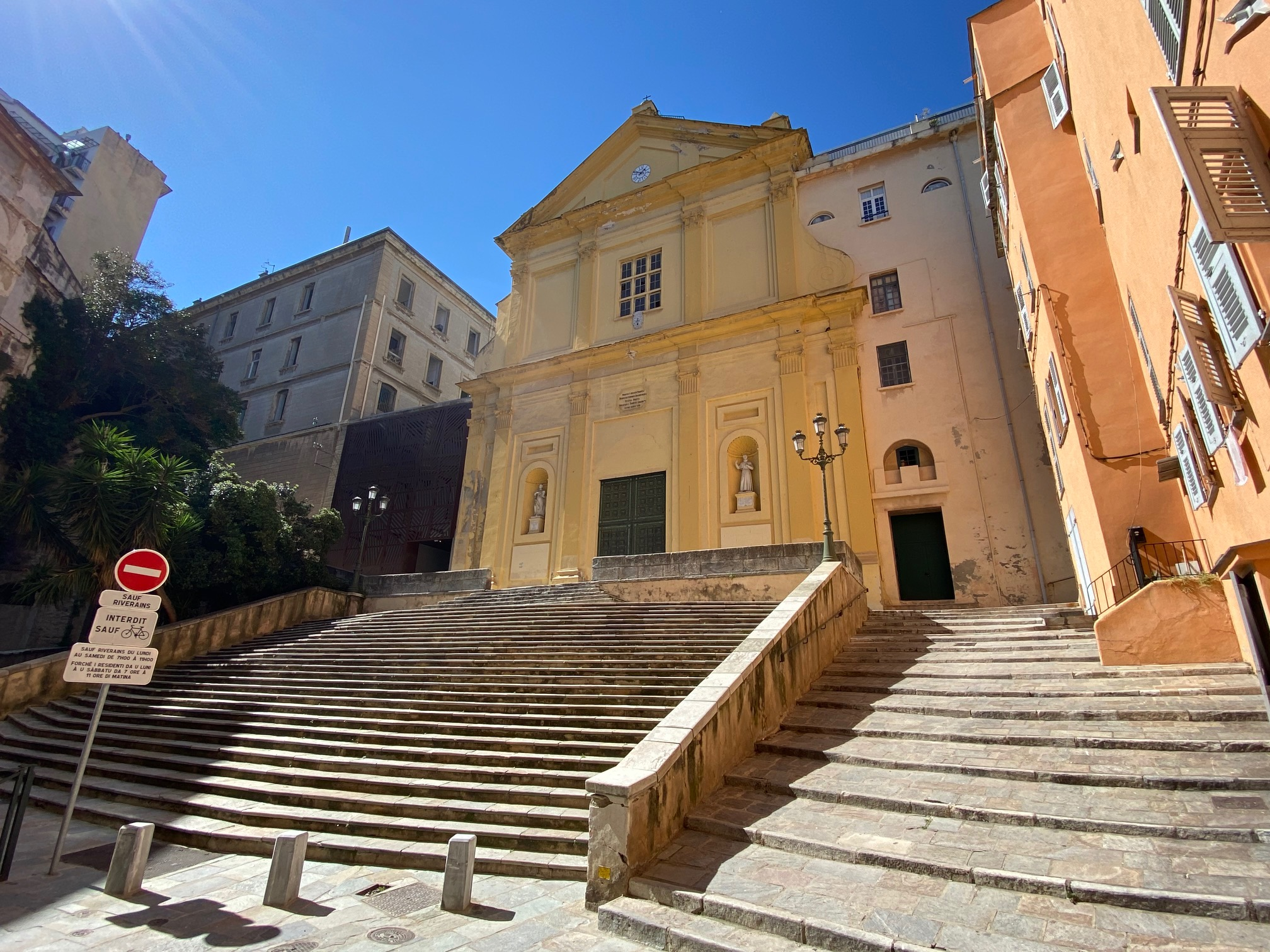
L'église Saint-Charles de Bastia

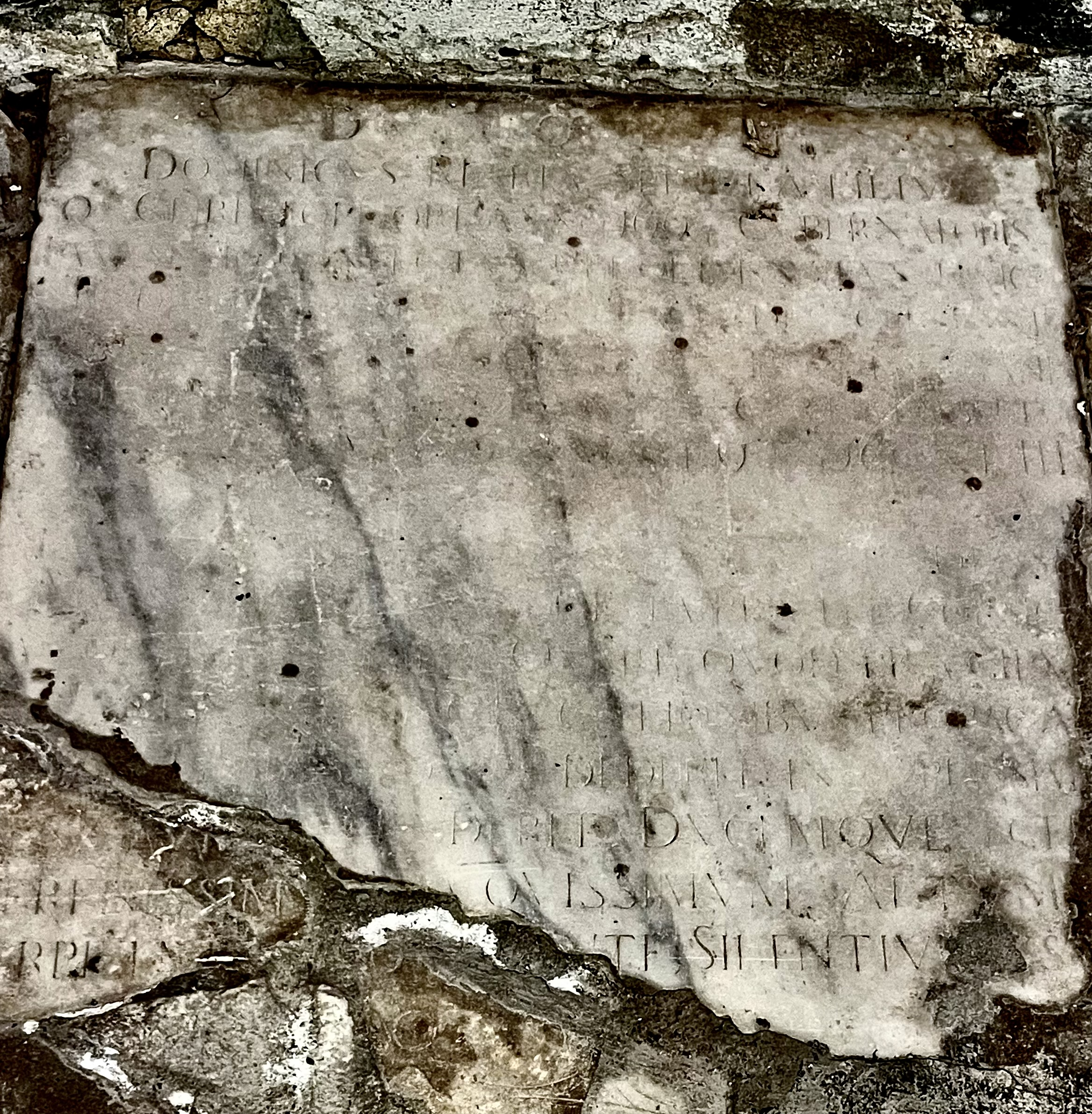
Plaque mortuaire de Domenico Maria Spinola dans l'église Saint-Charles de Bastia